# Bai Ze

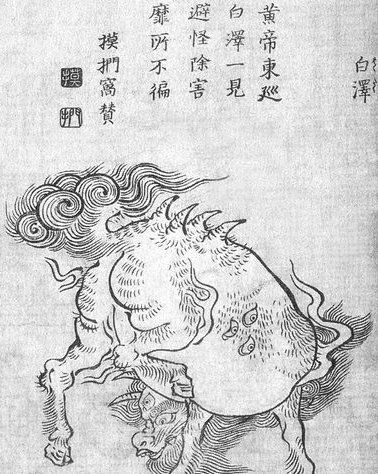

Bai Zé (chineză simplificată: 白泽, chineză tradițională  白澤; Wade-Giles: Pai Tse), sau hakutaku (白澤?) în japoneză, este o bestie fantastică dintr-o legendă chineză. Numele său înseamnă literal "Mlaștină Albă".
Bai Ze a fost întâlnit de Împăratul Galben sau Huáng Di în timp ce el a fost în patrulare în Est. După aceea creatura dictată de Huáng di a fost notata într-un ghid despre formele și obiceiurile de toate tipurile, 11520 de creaturi supranaturale din lume, și cum să depășească fenomenele paranormale și atacurile lor. Împăratul a avut această informație scrisă într-o carte numită Bai Zé TU (白泽图/白澤圖). Aceasta carte nu mai există, dar multe fragmente din ea au supraviețuit în alte texte.